# Orbacém
Orbacém ist ein Ort und eine ehemalige Gemeinde (Freguesia) im nordportugiesischen Kreis Caminha. Die Gemeinde hatte 213 Einwohner (Stand 30. Juni 2011).
Am 29. September 2013 wurden die Gemeinden Orbacém und Gondar zur neuen Gemeinde União das Freguesias de Gondar e Orbacém zusammengeschlossen.